# Csontfarkú fácán
A csontfarkú fácán vagy csutakfarkú fácán (Lophura hoogerwerfi) a madarak osztályának tyúkalakúak (Galliformes) rendjébe és a fácánfélék (Phasianidae) családjába tartozó faj.
Tudományos nevét Andries Hoogerwerf német ornitológusról kapta.

## Rendszerezés
Egyes rendszerekben a Salvadori-fácán alfaja Lophura inornata hoogerwerfi néven

## Előfordulása
Indonézia területén honos.

## Megjelenése
A testhossza 46-55 centiméter.